# Sam u kući 4
Sam u kući 4 (eng. Home Alone 4) američka je obiteljska komedija s Mike Weinbergom u glavnoj ulozi.

## Radnja
Roditelji malog Kevina (Mike Weinberg) rastali su se, a dječakov život s majkom neprestano zagorčava nasilno ponašanje starijeg brata. Savršena prilika za odmor ukaže se Kevinu kad ga otac pozove za Božić u stan svoje djevojke Natalie (Joanna Going).
Dječak objeručke prihvati poziv i doživi veliko iznenađenje kad shvati da je Natalien dom čudo moderne tehnologije u kojem se televizorom, paljenjem i gašenjem svjetala, ali i mnogim drugim stvarima može upravljati glasom. Tehnologija će se pokazati vrlo korisnom kad u stan provali dvoje kriminalaca – Vera (Missi Pyle) i Kevinov stari znanac, Marv (French Stewart).

## Uloge
| Uloga             | Glumac           |
| ----------------- | ---------------- |
| Kevin McCallister | Michael Weinberg |
| Marv Merchants    | French Stewart   |
| Vera              | Missi Pyle       |
| Prescott          | Erick Avari      |
| Molly             | Barbara Babcock  |
| Natalie           | Joanna Going     |
| Peter McCallister | Jason Beghe      |
| Kate McCallister  | Clare Carey      |
| Buzz              | Gideon Jacobs    |
| Megan             | Chelsea Russo    |